# Desenvolvimento e pesquisa de medicamentos contra a COVID-19
Existe um número limitado de medicamentos eficazes e o tratamento ainda é, em vários países, de suporte ao organismo, com a utilização da oxigenoterapia ou ventilação mecânica invasiva. A OMS (Organização Mundial de Saúde) não recomenda a automedicação para tratar ou prevenir COVID-19.

## Histórico
"No início da pandemia de covid-19, em 2020, o número crescente de hospitalizações e mortes causadas por infecções pelo sars-cov-2 motivou profissionais da área da saúde e pesquisadores a buscarem possíveis tratamentos para a covid-19, de modo que, nessa época, vários medicamentos começaram a ser testados contra a doença, tanto de forma empírica quanto por meio de pesquisas", reportou o Jornal da USP em outubro de 2021.
Naquela época, em 2020, sem medicamentos conhecidos, os médicos optavam apenas por tentar manter os pacientes vivos, como oxigenoterapia ou ventilação mecânica invasiva, esperando que a inflamação fosse debelada pelo próprio organismo. Também lançavam mão de substâncias anti-inflamatórias conhecidas, como aspirina, e usavam antibióticos para evitar a entrada de bactérias no corpo debilitado pelo vírus Sars-Cov-2.
Foi neste contexto que surgiram possíveis dados sobre o uso da cloroquina, após o microbiologista francês Didier Raoult dizer que o uso da substância em pacientes teria sido positivo. Posteriormente, cientistas analisaram o estudo e descobriram diversos erros de metodologia de pesquisa, tendo Didier recebido o Prêmio Rusty Razor. "O “prêmio” Rusty Razor, criado pela revista britânica “The Skeptic”, é uma sátira. O vencedor é considerado o pior promotor da pseudociência. Ou seja, o “prêmio” é dedicado a pessoas que propagam a desinformação – como é o caso do francês, que alegou ter provado a eficácia da cloroquina contra a covid-19", escreveu o Yahoo. A cloroquina foi inicialmente defendida por Donald Trump e depois amplamente por Jair Bolsonaro, porém diversos de estudos controlados levaram a descoberta de que ela não era eficaz para tratar a doença (leia o artigo Kit Covid).
Um dos primeiros resultados positivos com anti-inflamatórios foi com o corticóide dexametasona, então já usado em larga escala para tratar outras doenças. Após resultados iniciais, o medicamento passou a ser recomendado em vários países.
Com o avanço dos estudos e a descoberta de novas drogas eficazes ou o desenvolvimento de medicamentos específicos, em janeiro de 2022, a FDA dos Estados Unidos escreveu: "os pacientes hoje têm mais opções de tratamento na batalha contra a doença do coronavírus".

### Estudos

#### Recovery Trial
Um estudo controlado e randomizado em larga escala testa e avalia possíveis tratamentos para COVID-19 desde março de 2020. Chamado, RECOVERY Trial, ele é conduzido por um departamento da Universidade de Oxford e tem a participação de 40 mil pacientes voluntários.
Entre os resultados do estudo, foi apontado, por exemplo, que a aspirina, a azitromicina (um antibiótico) e a cloroquina não são eficazes para tratar covid-19.

## Tratamentos recomendados ou aprovados
Para pessoas com baixo risco de hospitalização, a OMS não recomenda nenhuma terapia antiviral. Sintomas como febre e dor podem continuar a ser controlados com analgésicos como o paracetamol.
Em diversos países do mundo, como Brasil, Estados Unidos e Reino Unidos, diversos medicamentos já estão em uso para o tratamento da covid-19 e, até dezembro de 2023, os seguintes estavam recomendados, muitos deles pela própria OMS:
- Baricitinibe[10]
- Casirivimabe+imdevimabe (associação de dois medicamentos; também chamado REGN-COV2)[10]
- Dexametasona
- Molnupiravir[11]
- Regen-COV (combinação de dois anticorpos monoclonais antivirais)[12]
- Remdesivir[13]
- Ruxolitinibe (OMS recomentou uso condicional)[10]
- Sotrovimabe[10]
- Tocilizumabe[14]
- Tofacitinibe (OMS recomentou uso condicional)[10]
- Nirmatrelvir+ritonavir (Paxlovid™)[15][16]

No âmbito brasileiro, a ANVISA aprovou os seguintes medicamentos:
- Baricitinibe[17]
- Banlanivimabe e etesevimabe
- Casirivimabe+imdevimabe ou REGN-COV2[18]
- Regkirona (regdanvimabe)[19]
- Remdesivir[20]
- Sotrovimabe[21]
- Nirmatrelvir+ritonavir (Paxlovid™)[22]
- Molnupiravir[23]

## Tratamentos não recomendados
Os tratamentos ineficazes ou não recomendados pelo RECOVERY Trial, OMS, ANVISA, FDA e outros são:
- Aspirina (ácido acetilsalicílico)[24]
- Azitromicina[25]
- Colchicina[26][27]
- Hidroxicloroquina[28][29][30]
- Hidroxicloroquina combinado com azitromicina[31]
- Ivermectina[32][33]
- Lopinavir/ritonavir[34][4]
- Nitazoxanida[35]
- Plasma convalescente[36]
- Proxalutamida[37][38][39]
- Empagliflozina[40]
- Fumarato de Dimetila[41]

## Medicamentos em pesquisa
Desde o fim de 2023, o grupo RECOVERY Trial está avaliando os seguintes fármacos:
- Corticoides em altas doses naqueles que necessitam de suporte respiratório mecânico
- Sotrovimab